# Museu de la Mineria de Súria
El Museu de la Mineria de Súria és un espai dedicat a la preservació, interpretació i difusió del patrimoni miner de Súria, vila de la comarca del Bages, situada a uns 15 km de Manresa. Aquest museu reflecteix la importància de l'activitat minera al llarg de la història, des de les antigues explotacions de guix i sal fins a l'explotació de les mines de potassa a partir del descobriment del jaciment surienc, l'any 1912.

## Història
El Museu de la Mineria de Súria va néixer l'any 2023 amb la posada en marxa del seu centre d'interpretació a l'edifici de Can Sivila del Lloc, conegut popularment com El Casinet. És ubicat al carrer Major del Poble Vell, tot i que també és accessible des de l'Oficina de Turisme, al carrer de Sant Climent del nucli antic surienc.
La creació del Museu de la Mineria va ser una iniciativa de l'Ajuntament de Súria, amb el suport d'una comissió formada per persones de la vila amb una vinculació especial amb el sector.

## Exposicions
El museu ofereix exposicions permanents i temporals:
- Exposició permanent: mostra d'eines, maquinària, material de treball, plànols i altres documents sobre la història de la mineria a Súria des dels seus inicis fins a l'actualitat, complementats amb plafons divulgatius i vídeos en diferents idiomes. Aquest vídeos també són accessibles a través del web del Museu.[1]
- Exposicions temporals: El centre d'interpretació del Museu de la Mineria organitza exposicions temporals sobre aspectes específics de l'activitat minera.[3]